# Euphyia anaemica
Euphyia anaemica là một loài bướm đêm trong họ Geometridae.